# بصري باشا
بصري باشا، هو الحاكم ماقبل الأخير من الأمراء العثمانيين على المدينة المنورة. أتى بعده  فخري باشا آخر أمراء العثمانين على المدينة المنورة ما بين (1916-1919).

## سفربرلك
بصري باشا هو أحد المسؤولين عن جريمة سفربرلك حيث تم تهجير عشرات الآلاف من العرب من بلاد الشام والحجاز بذريعة الحرب، وتسبب ذلك بتخريب كبير للمدينة المنورة حيث تحولت لثكنة عسكرية وتم نهب عباءة الرسول محمد عليه الصلاة والسلام والكثير من الآثار الإسلامية، حيث نُهبت ونقلت إلى تركيا.